# سيم دي ويت
سيم دي ويت (بالهولندية: Sem de Wit)‏ هو لاعب كرة قدم هولندي في مركز الدفاع، ولد في 30 مارس 1995 في هاردرفايك في هولندا. لعب مع أدو دين هاغ وألميره سيتي وفورتونا سيتارد ونادي دوردريخت وهارتفورد أتلتيك.

## وصلات خارجية
- سيم دي ويت على موقع قاعدة بيانات كرة القدم.إي يو (الإنجليزية)
- سيم دي ويت على موقع Soccerbase.com (لاعب) (الإنجليزية)
- سيم دي ويت على موقع Soccerway.com (الإنجليزية)
- سيم دي ويت على موقع عالم كرة القدم.نت (الإنجليزية)